# Vandforsyning (dokumentarfilm)
|  | Denne artikel er oprettet af botten Steenthbot ud fra en ekstern database. Den kan derfor have sproglige fejl eller mangler. Denne skabelon kan fjernes efter kontrol af indholdet. |

Vandforsyning er en dansk dokumentarfilm fra 1942 instrueret af Tage Larsen efter eget manuskript.

## Handling
Det moderne samfunds store vandforbrug. Københavns vandforsyning: Boringer i stadig større afstand fra byen skal tages i brug, for at kunne imødekomme behovet. Teknisk-biologisk-kemisk gennemgang.